# 榊原政岑
榊原 政岑（さかきはら まさみね）は、江戸時代中期の旗本、のち大名、播磨姫路藩主。榊原家宗家8代当主。

## 生涯

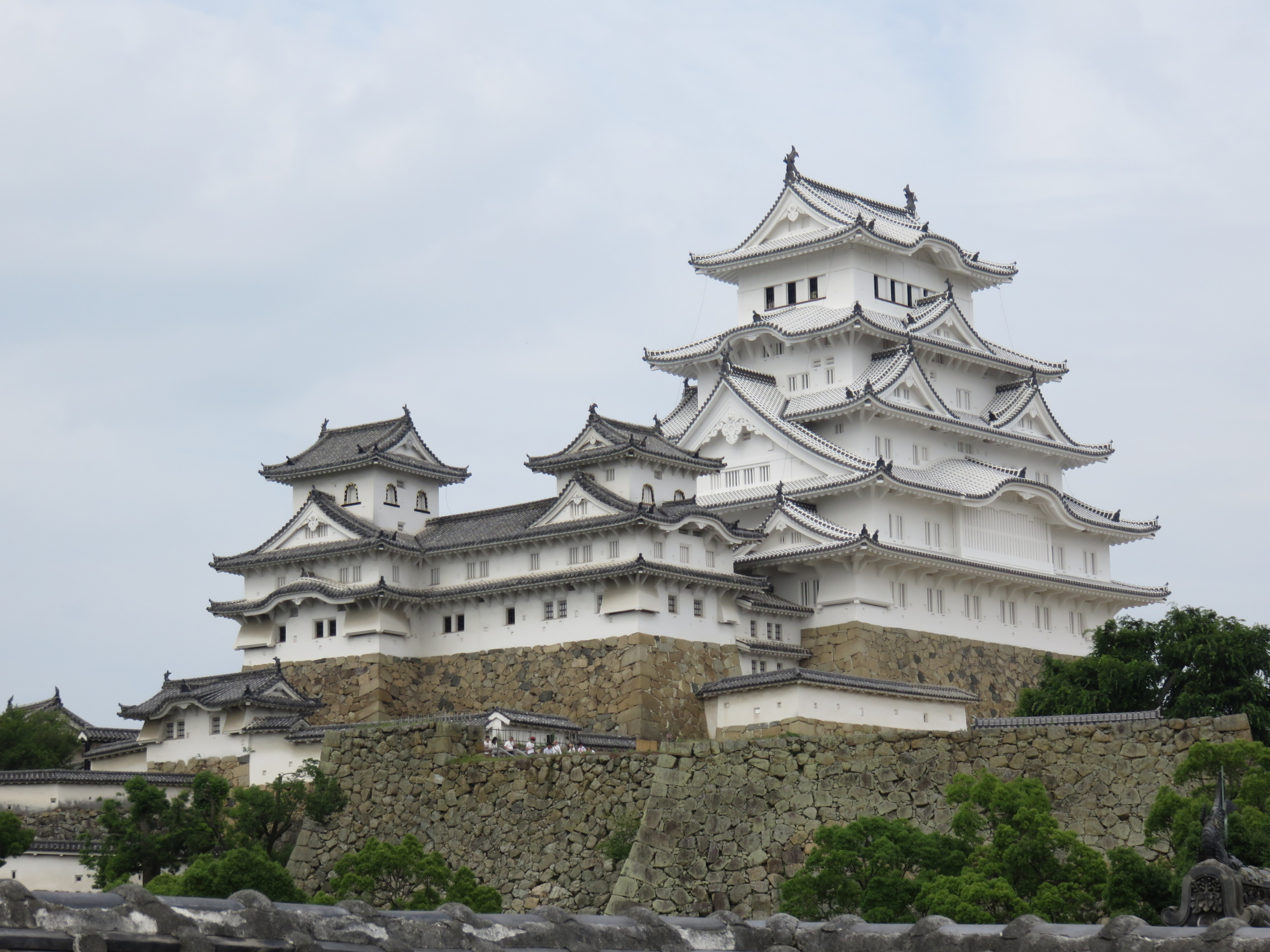
姫路藩歴代藩主居城姫路城

### 家督相続
正徳5年（1715年）5月19日（または正徳3年（1713年））、旗本1000石の榊原勝治の次男として生まれる。はじめ父の遺命により、榊原氏ゆかりの大須賀姓を称して大須賀高胤と名乗った。しかし家督を継いでいた兄・勝久の死去を受け、享保16年（1731年）12月27日に兄の養子として家督を継ぎ、榊原勝岑と称した。享保17年（1732年）8月23日、今度は本家の姫路藩主・榊原政祐の末期養子となって、8月29日の政祐の死去により、10月13日に宗家を継承することとなった。

### 遊女遊び
政岑は将軍・徳川吉宗が出した倹約令を無視した行動を行った。江戸城大手門の警備を担当した際に派手で奇抜な服装で現れたり、吉原で派手に遊興にふけった。寛保元年（1741年）春には新吉原の三浦屋の名妓・高尾太夫を1千8百両（2千5百両とも）で身請けするなど、奢侈を好んだ。さらに高尾のために豪勢な酒宴を開き、その費用は3千両を超えたといわれている。これは尾張藩主徳川宗春の乱行同様、享保の改革に対する抵抗と見なされ、吉宗の怒りを買った。
吉宗は政岑に対し、寛保元年（1741年）10月に出府を命じ、老中松平乗邑により政岑の乱行の調査が行われた。吉宗自身は改易の考えさえあったようであるが、重臣の尾崎富右衛門による幕閣への懸命な弁明により改易・絶家は免れた。しかし、10月13日に政岑は吉宗より強制隠居の上で蟄居を命じられ、家督は嫡男の政純が継ぐことを許されたものの、越後高田に懲罰的な転封を命じられた。

### 越後高田での治世

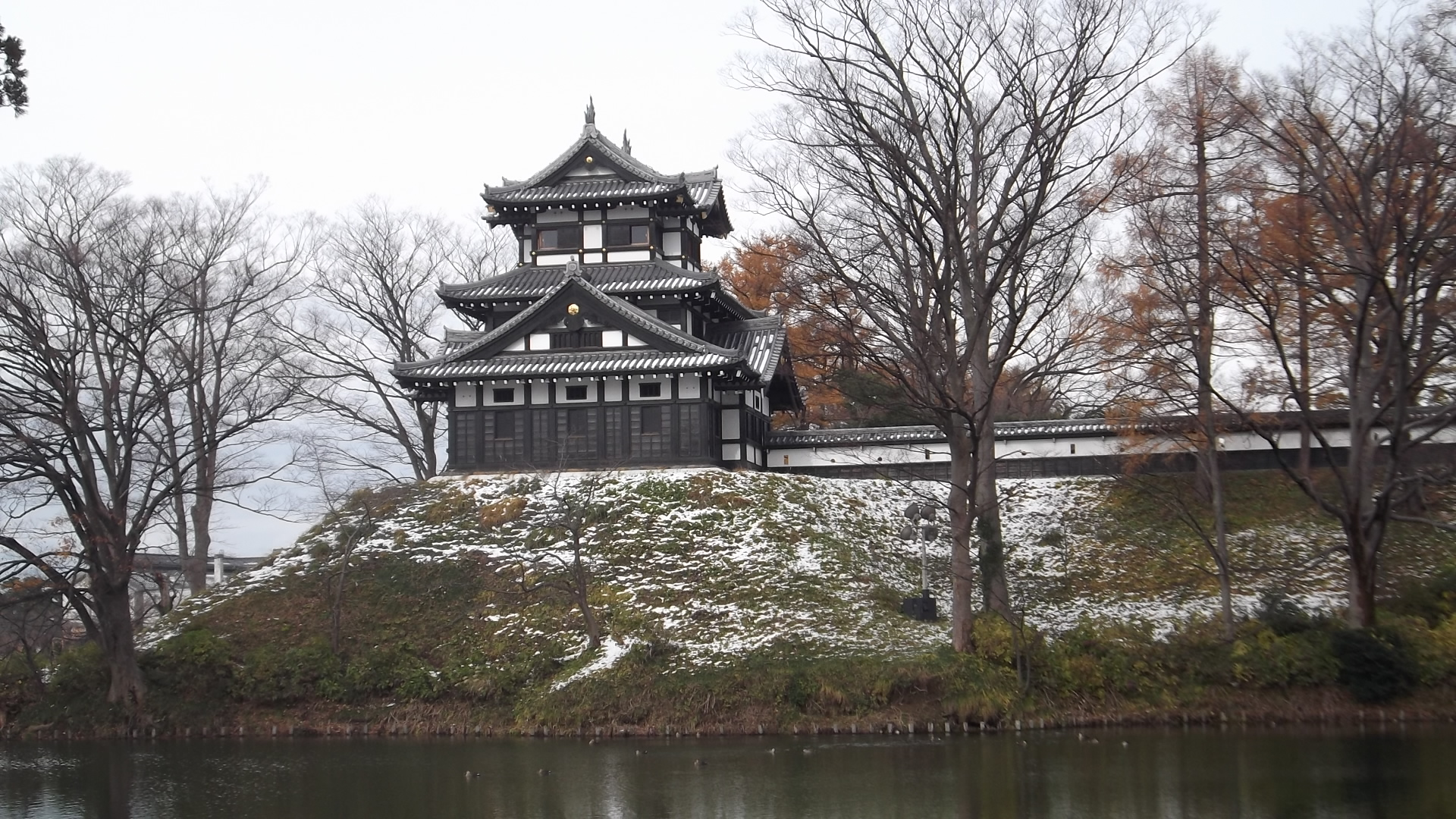
越後高田城三重櫓（新潟県上越市）

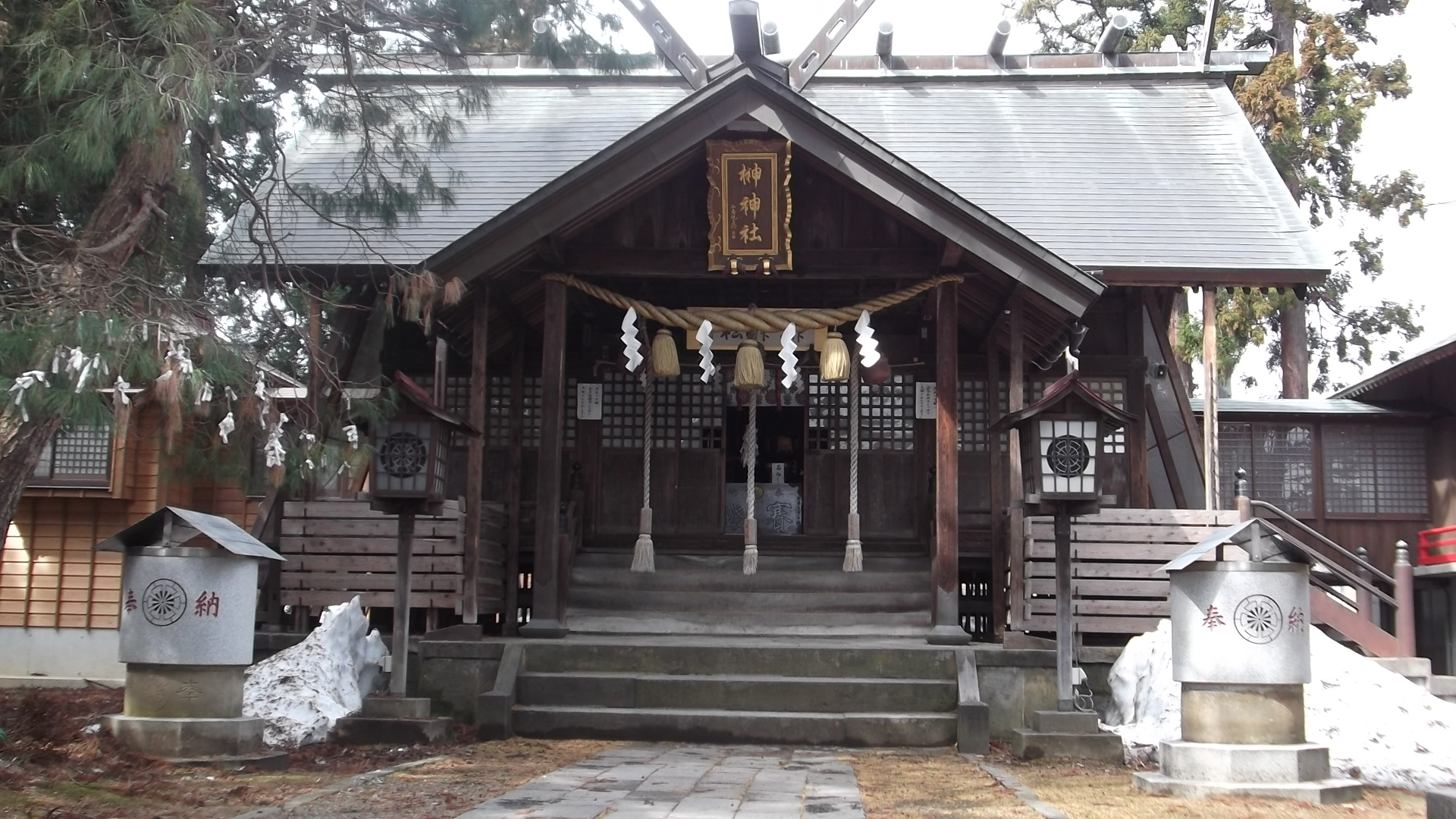
越後高田藩主・榊原家を祀る榊神社（新潟県上越市）

政岑の蟄居先も越後高田となった。処罰を受けたことがこたえたのか、寛保2年（1742年）に高田へ移ってからは子の政純の後見人として藩政の再建に努めた。高田藩では歴代藩主の借財にあふれて財政が苦しかったが、政岑は率先して倹約に励み、新田500町歩の開墾や灌漑工事を行ない、さらに生活苦の多い農民を助けるために竹細工の講習会を開いて副業を奨励するなど、政務に励んだ。
寛保3年（1743年）2月17日（または19日）に死去した。享年29（または31）。

## 人物
- 将棋や三味線・浄瑠璃・能楽などに堪能で遊び好きであったことから、風流大名とも好色大名ともいわれている[5]。能楽については、能楽の演目『翁』の秘伝「翁之大事」を、吉田家（吉田神道）から伝授されている。能楽好きは子の政永も受け継いでいる。
- 出入りの八百屋の新助と、新助が負ければ大鉢で酒を飲む、政岑が負ければ新助に千両を与える、という賭け将棋をし、最初はわざと負け、もう一度指して勝って取り戻したという逸話が残る。
- 姫路藩主時代、長壁神社の祭礼に際して町人に浴衣姿での参加を認めたことが、後の姫路市を代表する祭りの一つ「姫路ゆかたまつり」の起源とされている。ただし、史実では転封された後に祭りが行われている。
- 高尾太夫以前にも2人を身請けして側室としていたとされる。高尾太夫を連れての帰国の大名行列は通常より費用と時間をかけ、有馬温泉にも立ち寄ったとされるが、この温泉でも湯女を3人身請けしている。

## 年譜
- 1715年（正徳5年）：生まれる（1713年（正徳3年）とも）
- 1731年（享保16年）：旗本榊原家相続
- 1732年（享保17年）：榊原家相続（10月13日）
- 1741年（寛保元年）：蟄居・隠居（10月13日）
- 1743年（寛保3年）：死去、享年29（または31）

## 官歴
- 1732年（享保17年）：従五位下・式部大輔
- 1736年（元文元年）：従四位下

## 系譜
父母
- 榊原勝治（実父）
- 貞正院（実母） - 能勢頼寛の娘
- 榊原勝久（養父）
- 榊原政祐（養父）

正室
- 松平基知の養女、松平知清の娘

側室
- 谷口氏
- 坂田氏
- 連昌院、高尾太夫

子女
- 榊原政純（長男） 生母は谷口氏
- 榊原政永（次男） 生母は坂田氏
- 榊原勝行
- 榊原勝定
- 大久保忠由正室
- 榊原長之室